# Теодор Дасиот
Теодор Дасиот (на средногръцки: Θεόδωρος Δασιώτης, † 1143) е византийски аристократ от от XII век, който бил зет във византийското императорско семейство на Комнините.
Мястото и годината на раждането му са неизвестни, няма точни сведения и за родителите му, но съществува предположение, че Теодор е бил син на великия друнгарий на флота Никифор Дасиот, който през 1148 г. прехвърля с флота кръстоносната войска на Конрад III от Константинопол в Азия.
Около 1141 г. Теодор Дасиот се жени за византийската принцеса Мария Комнина – внучка на император Йоан II Комнин от втория му син, севастократор Андроник Комнин. Сродяването с императорското семейство вероятно открива възможност за бързо израстване на Теодор Дасиот в дворцовата йерархия и бляскава кариера във войската – той е сред участниците във фаталната за император Йоан II Комнин военна кампания от 1142/1143 г. След смъртта на император Йоан II армията се отправила обратно към столицата, където новият император Мануил I Комнин бързал да пристигне, за да закрепи властта си. Докато преминавали през Фригия, Теодор Дасиот и Андроник Комнин – бъдещ император и братовчед на съпругата му Мария, - се отделили от основните войски, за да ловуват, но се натъкнали на военен отряд на иконийския султан Масуд I и били пленени от турците. Мануил I, който бързал да стигне в столицата, не проявил интерес към съдбата на двамата си родственици. Докато по-късно Андроник Комнин бил освободен, то за Теодор Дасиот се предполага, че най-вероятно умира в плен на турците през 1143 г.
Не е известно дали от брака си с Мария Комнина Теодор Дасиот се е сдобил с деца. След смъртта му обаче овдовявалата му съпруга не проявявала желание да встъпи в нов брак. Към това я склонил император Мануил I Комнин, който през 1145 г. омъжил племенницата си за един от своите генерали – севаста Йоан Кантакузин, който се споменава в изворите като баща на известните от децата на Мария Комнина.